# هاسه توماسن

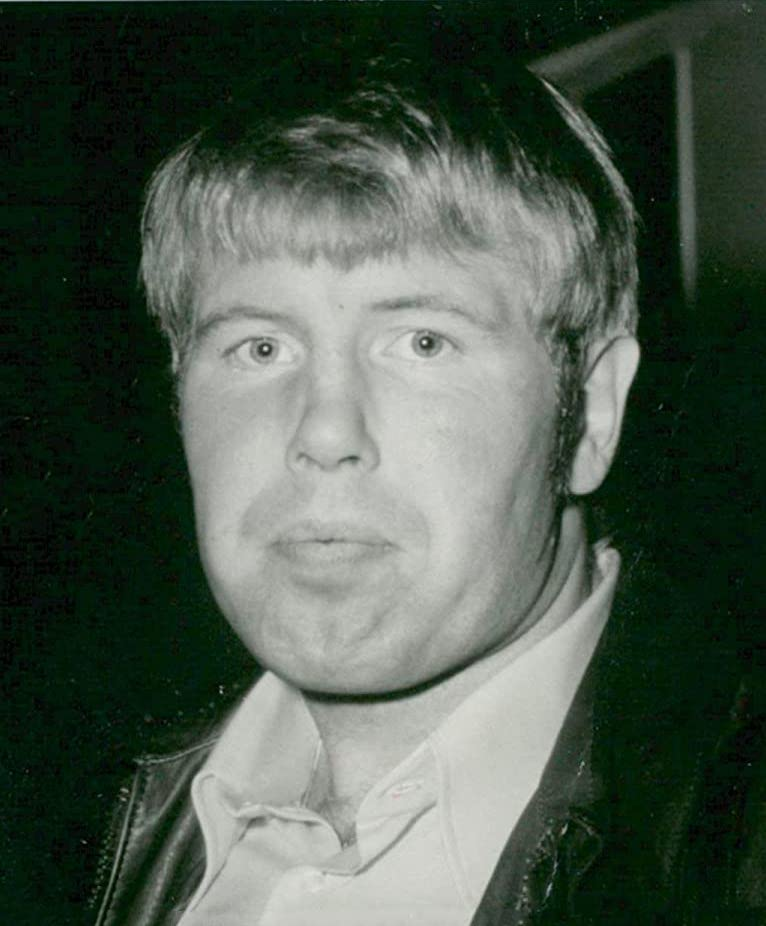
هاسه توماسن - ۱۹۷۲

هاسه توماسن (انگلیسی: Hasse Thomsén; ۲۷ فوریهٔ ۱۹۴۲ – ۲۶ آوریل ۲۰۰۴) بوکسور اهل سوئد بود.